# Eva Timush
Eva Timush, née le 12 octobre 2002 à Chișinău, est une chanteuse moldave.

## Biographie
Eva Timush naît à Chișinău le 12 octobre 2002.
Son père est Anatoly Timush.
En avril 2016, elle est finaliste de Golos. Deti (en), la version russe de The Voice Kids.
Elle atteint la finale[Quand ?] de Next Star (en), un concours de chant télévisé pour enfants en Roumanie.
Elle est choisie pour la cérémonie d'ouverture de la finale de la Coupe de Moldavie de football 2016 entre le Milsami Orhei et le Zaria Bălţi.
Elle est finaliste de l'édition 2017 de Românii au talent.
Elle atteint les demi-finales de Vocea României en 2018.
Début 2022, elle rejoint Global Records.
Le 18 août 2023, elle se produit au festival Summer in the City sur la place de la Constitution de Bucarest, où se produisent des artistes planétaires tels que Robbie Williams et Jason Derulo.

## Discographie
Avec Global Records, elle sort Tattoo en 2022, puis vient une collaboration avec Sickotoy (ro) intitulée Too Deep.
Début 2023 sort Colegi de apartament en featuring avec Vescan (ro), restant à la radio parmi le top des chansons les plus écoutées en Roumanie durant 13 semaines. Suit un tube en solo, Candyland.
En juillet de la même année sort Te-am sunat en featuring avec rareș.
Fin 2024 sort Alarmă falsă en featuring avec Liviu Teodorescu (ro).